# Efraim Leo
Efraim Faramir Sixten Fransesco Vindalf Cederqvist Leo, född 5 oktober 1997 i Stockholm, är en svensk sångare och låtskrivare. 
2021 var Efraim med i melodifestivalen med låten Best of Me och kom till andra chansen. 

## Biografi
Efraim Leo blev uppmärksammad 2016 för sin medverkan på singeln "Show You The Light" av MARC - Markus Lidén som nådde en 12:e plats på listan Billboard Dance Chart.
Han släppte sin debutsingel "You Got Me Wrong" 2018 samt sin debut-EP "Timing" ihop med två singlar "One of Them Girls" och "Talk To Me" under 2020  och har skrivit låtar till bland annat Red Velvet. 
Efraim Leo deltar i Melodifestivalen 2021 med låten "Best of Me" som är skriven av honom själv tillsammans med Cornelia Jakobsdotter, Amanda Björkegren och Herman Gardarfve. Han tävlade i fjärde deltävlingen där han tog sig till andra chansen där han blev utslagen.

## Diskografi
Singel
- 2016 – Show You The Light (MARC featuring Efraim Leo)
- 2018 – You Got Me Wrong
- 2020 – Talk To Me
- 2020 – One of Them Girls
- 2021 – Best of Me

EP
- 2020 – Timing